# Waurichen
Waurichen ist ein Ortsteil der Mittelstadt Geilenkirchen im Kreis Heinsberg in Nordrhein-Westfalen.

## Geographie

### Lage
Waurichen liegt südöstlich von Geilenkirchen an der Bundesstraße 56. Im südwestlichen Bereich von Waurichen verläuft die Landesstraße 240, die Geilenkirchen mit Baesweiler verbindet.

### Nachbarorte
| Hünshoven  | Prummern                                    | Immendorf  |
| Frelenberg | Kompassrose, die auf Nachbargemeinden zeigt | Puffendorf |
| Übach      | Beggendorf                                  | Floverich  |

### Siedlungsform
Waurichen ist ein zweizeiliges, locker bebautes Straßendorf. Der Ort und das Umfeld sind ländlich geprägt.

## Geschichte

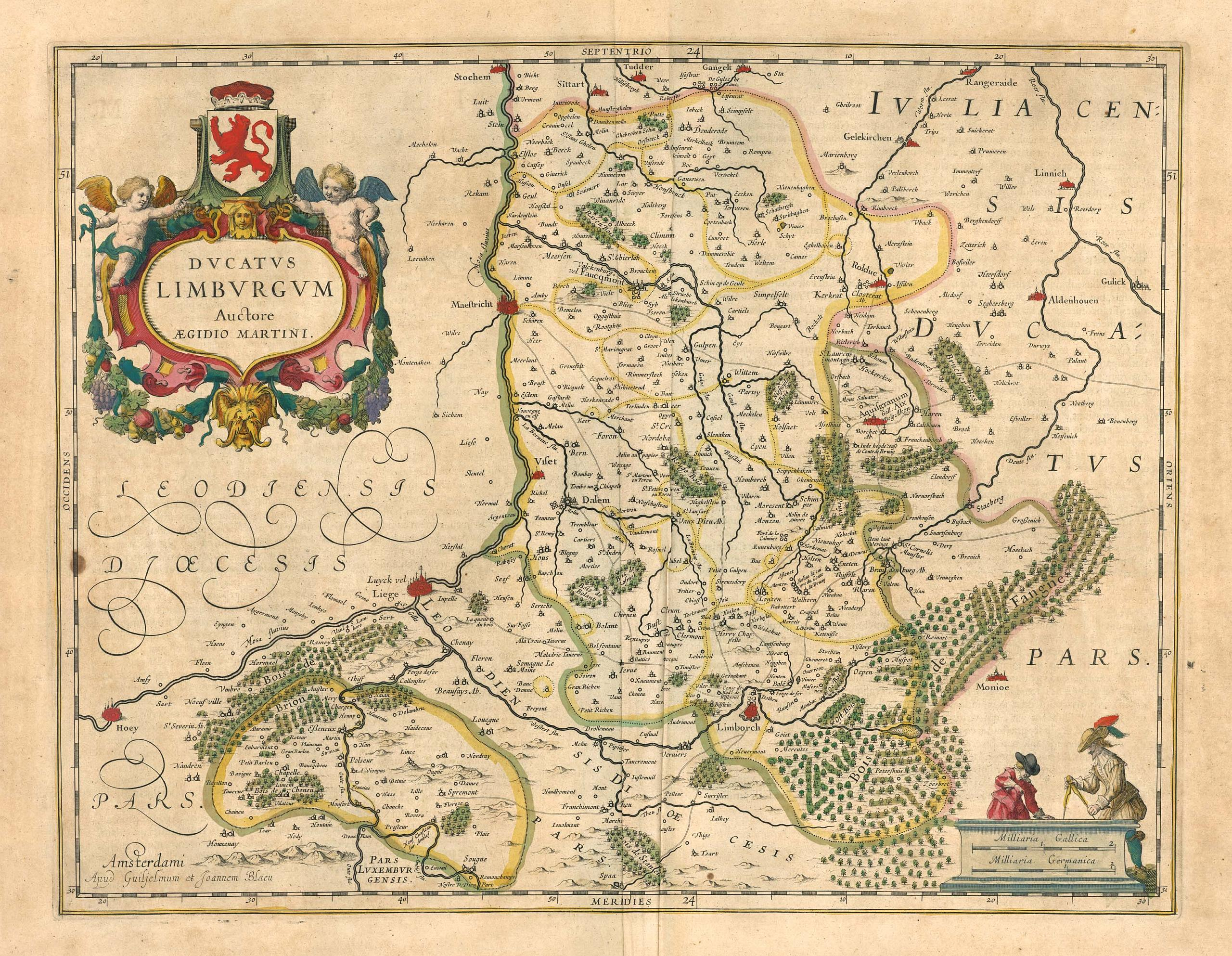
Waurichen auf der Karte von Wilhelm und Johannes Blaeu des Herzogtums Limburg um 1662

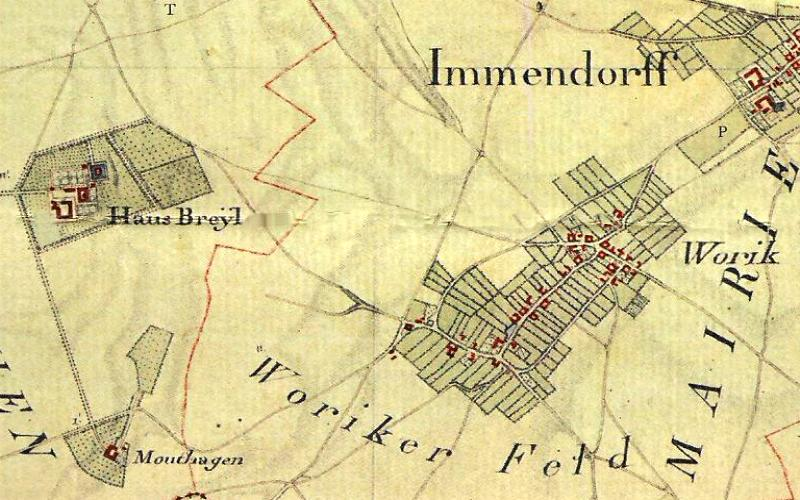
Waurichen auf der Tranchotkarte 1803–1820

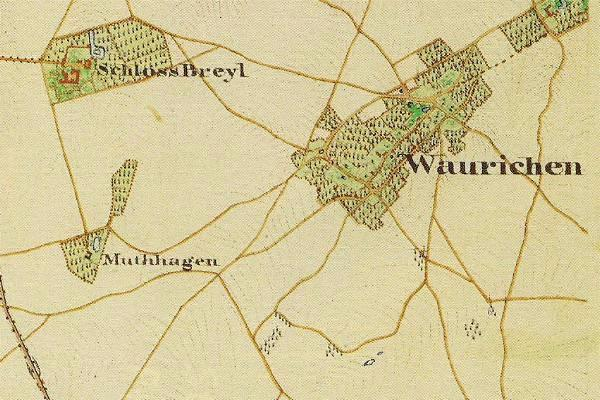
Waurichen auf der Urkatasterkarte 1846

### Ortsname
- 1279 (de) Wauderike
- 1300 Waylderych
- 1462 Waerick
- 1518 Waurich
- 1666 Waurich

### Ortsgeschichte
Waurichen gehörte zum Jülicher Amt Geilenkirchen. Vor 1300 verfügte das Heinsberger Norbertinerkloster in Waurichen über Einkünfte, die später nicht mehr nachweisbar sind. Auch Heinsberger Lehen, darunter der Lathof lagen in Waurichen. Sie erschienen später als Lehen der Mannkammer Geilenkirchen. Der Lathof galt als Unterlehen von Schloss Breill. Scherzhafter Weise steht an der Einfahrt zu Haus Breill ein Schild: Breill ist Vorort von Waurichen.
Waurichen hatte 1828 insgesamt 328 Einwohner, 1852 waren es 372 Einwohner und gehörte zur Bürgermeisterei Immendorf. Im Zuge der Gebietsreform wurde zum 1. Januar 1972 das Amt Immendorf-Würm aufgelöst. Rechtsnachfolger ist die Stadt Geilenkirchen § 29 Aachen-Gesetz (1971).
Beim Wettbewerb Unser Dorf hat Zukunft ist Waurichen ständiger Teilnehmer. So wurde der Ort 1997, 1999, 2002 und 2008 mit der Goldmedaille auf Kreisebene ausgezeichnet. Auf Landesebene wurde 1997 und 2000 jeweils eine Silbermedaille errungen.

### Kirchengeschichte
Waurichen bildet mit Immendorf und Apweiler die Pfarre Immendorf. Die Bevölkerung besteht zum größten Teil aus Katholiken. Im Zuge der Pfarrgemeindereformen im Bistum Aachen wurde die ehemals eigenständige katholische Pfarrgemeinde St. Peter Immendorf in die Gemeinschaft der Gemeinden (GdG) St. Bonifatius Geilenkirchen eingegliedert.

## Sehenswürdigkeiten

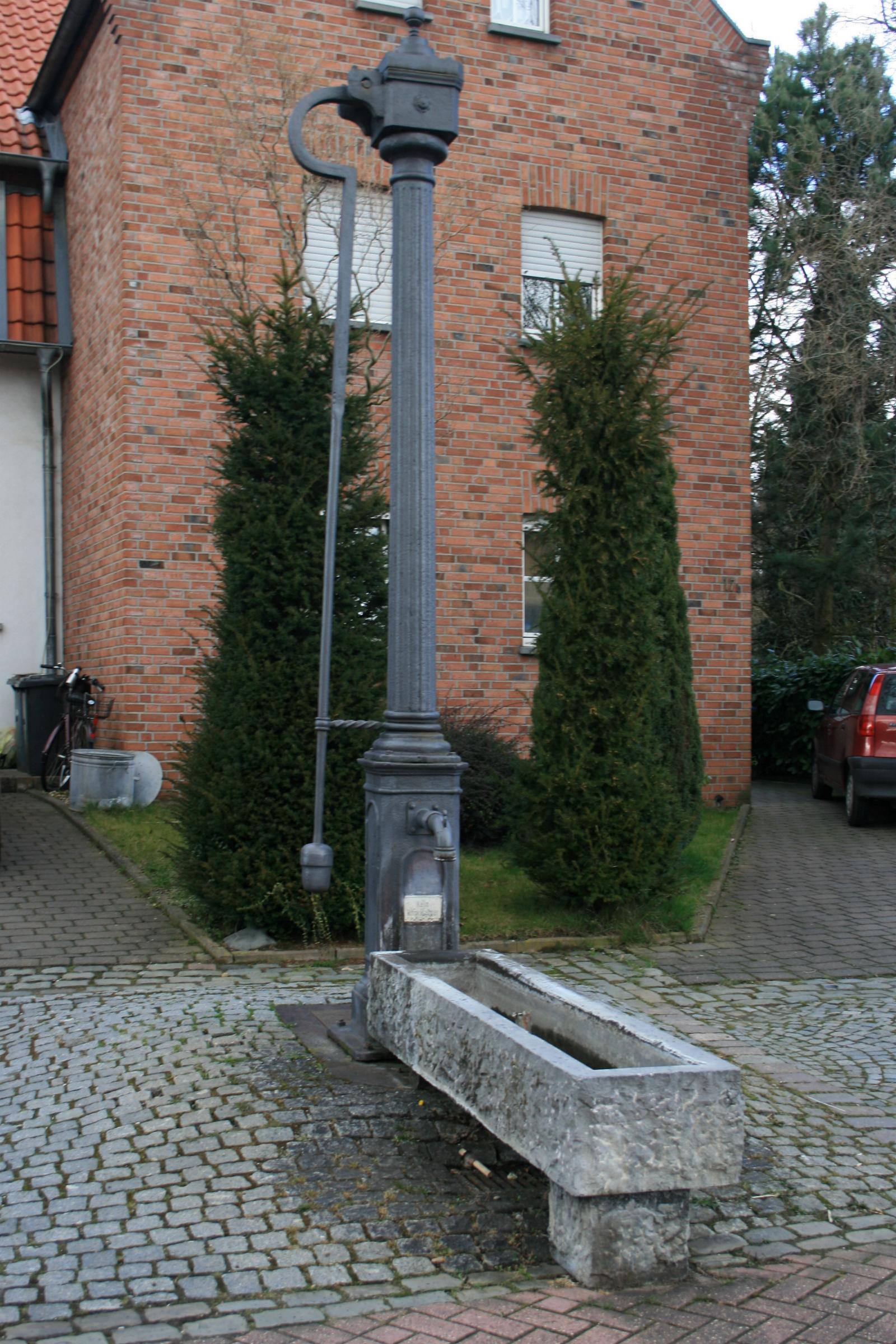
Denkmalgeschützte Pumpe an der Brunnenstraße

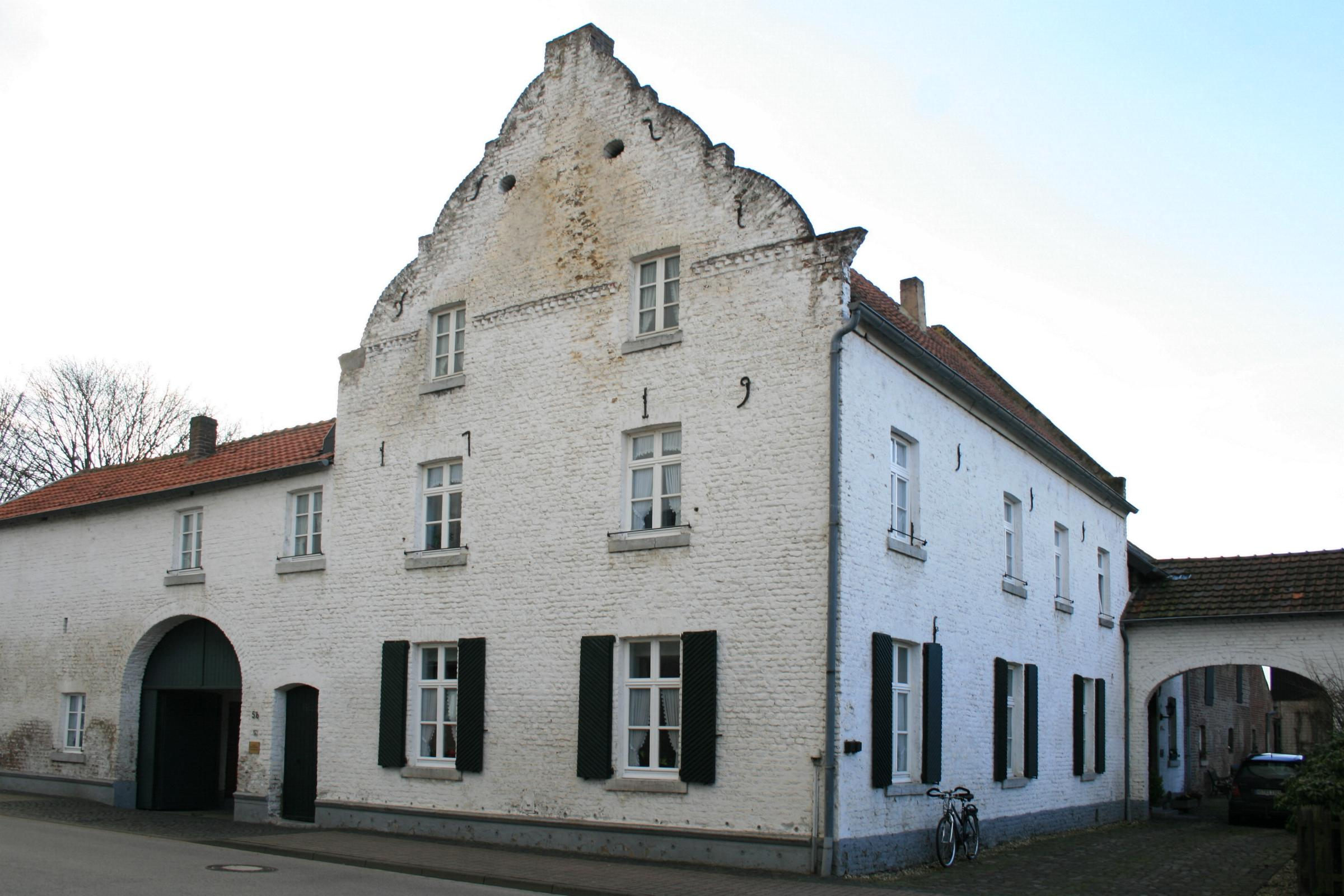
Denkmalgeschützte Hofanlage

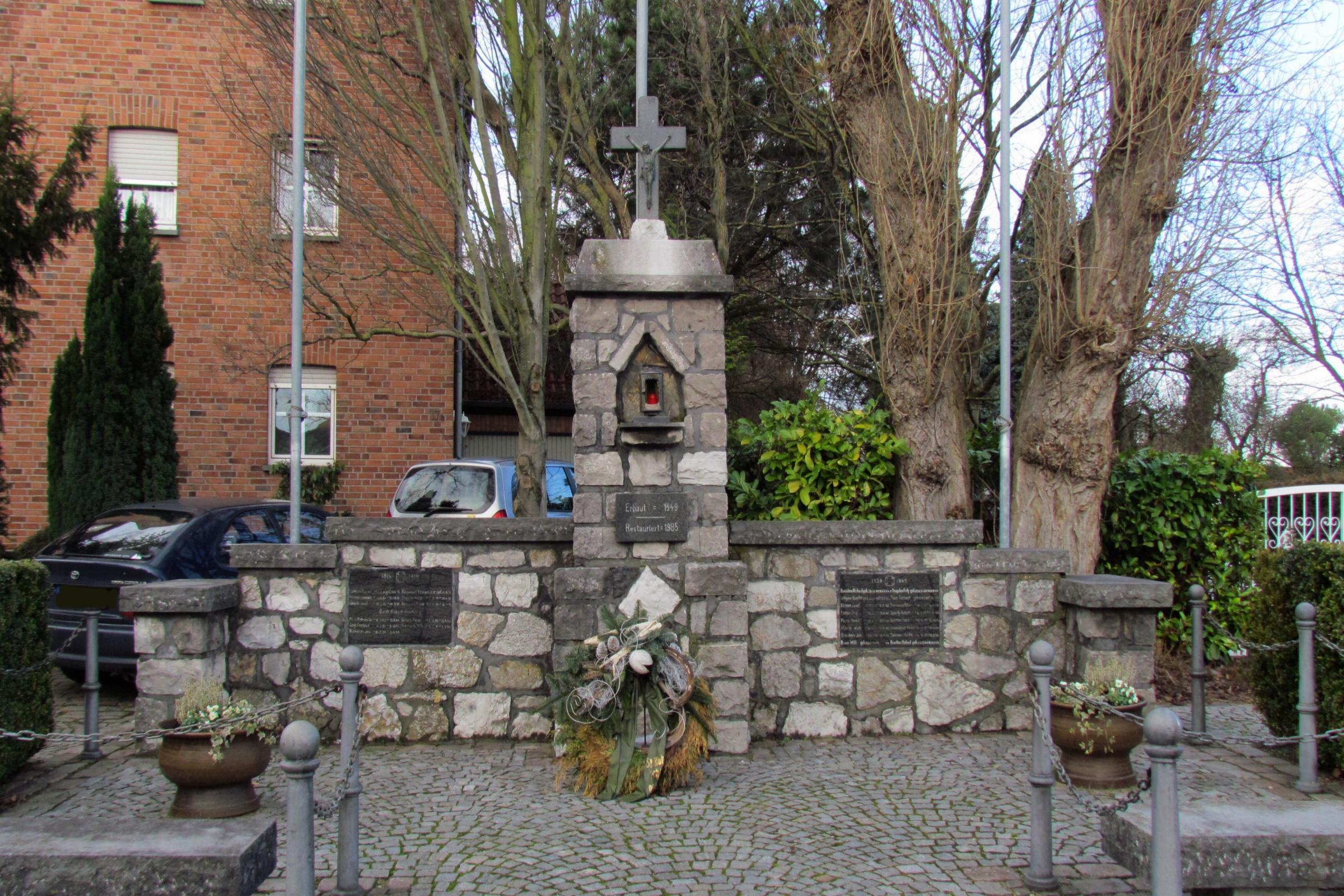
Kriegerdenkmal

- Wasserpumpe in der Brunnenstraße als Denkmal Nr. 19
- Hofanlage, Walderych 56 als Denkmal Nr. 43
- Gefallenendenkmal an der Brunnenstraße
- Wegekreuz am Ortseingang

## Infrastruktur
- Es existieren mehrere landwirtschaftliche Betriebe teilweise mit Tierhaltung, eine Weinhandlung, ein Dachdecker, ein Dienst für Kranken- und Altenpflege, sowie einige Kleingewerbebetriebe.
- Zwei Spielplätze, an der Langgasse und am Bürgerhaus
- Anschluss an das Radverkehrsnetz NRW
- Löschzug der Freiwillige Feuerwehr Geilenkirchen, Löschgruppe Waurichen

### Verkehr
Die AVV-Buslinie 71 der ASEAG verbindet Waurichen an Werktagen mit Geilenkirchen und Aldenhoven. Abends und am Wochenende kann der Multi-Bus angefordert werden.
| Linie | Verlauf                                                                                                 |
| ----- | --- |
| 71    | Geilenkirchen Bf – Waurichen – Beggendorf – Baesweiler – Setterich – Siersdorf – Schleiden – Aldenhoven |

### Straßennamen
Auf dem Göß, Auf dem Jück, Beggendorfer Straße, Brunnenstraße, Hasselter Straße, Langgasse, Römerstraße, Walderych

## Vereine
- Interessengemeinschaft der Ortsvereine in der Pfarre Immendorf, Waurichen, Apweiler
- Freiwillige Feuerwehr Geilenkirchen Löschgruppe Waurichen
- I.G. Dorferneuerung Waurichen
- St. Hubertus Schützengesellschaft Waurichen 1923 e. V.
- Sportschützen Waurichen 1989 e. V.
- Schützenkorps Waurichen 1922
- Karnevalsgesellschaft „Lott se loope“ Immenwauweiler
- Knotzelimer Karnevalsclub 1992 Waurichen
- Interessengemeinschaft „Alte Traktoren“ e. V.
- Theaterverein „Fidele Bühne“ Waurichen
- Tupp Club Waurichen

## Regelmäßige Veranstaltungen
- Rosenmontagszug der KG Immenwauweiler
- Patronatsfest und Sommerkirmes
- St. Martin-Umzug in Waurichen
- Königsvogelschuss
- Theateraufführung

## Galerie

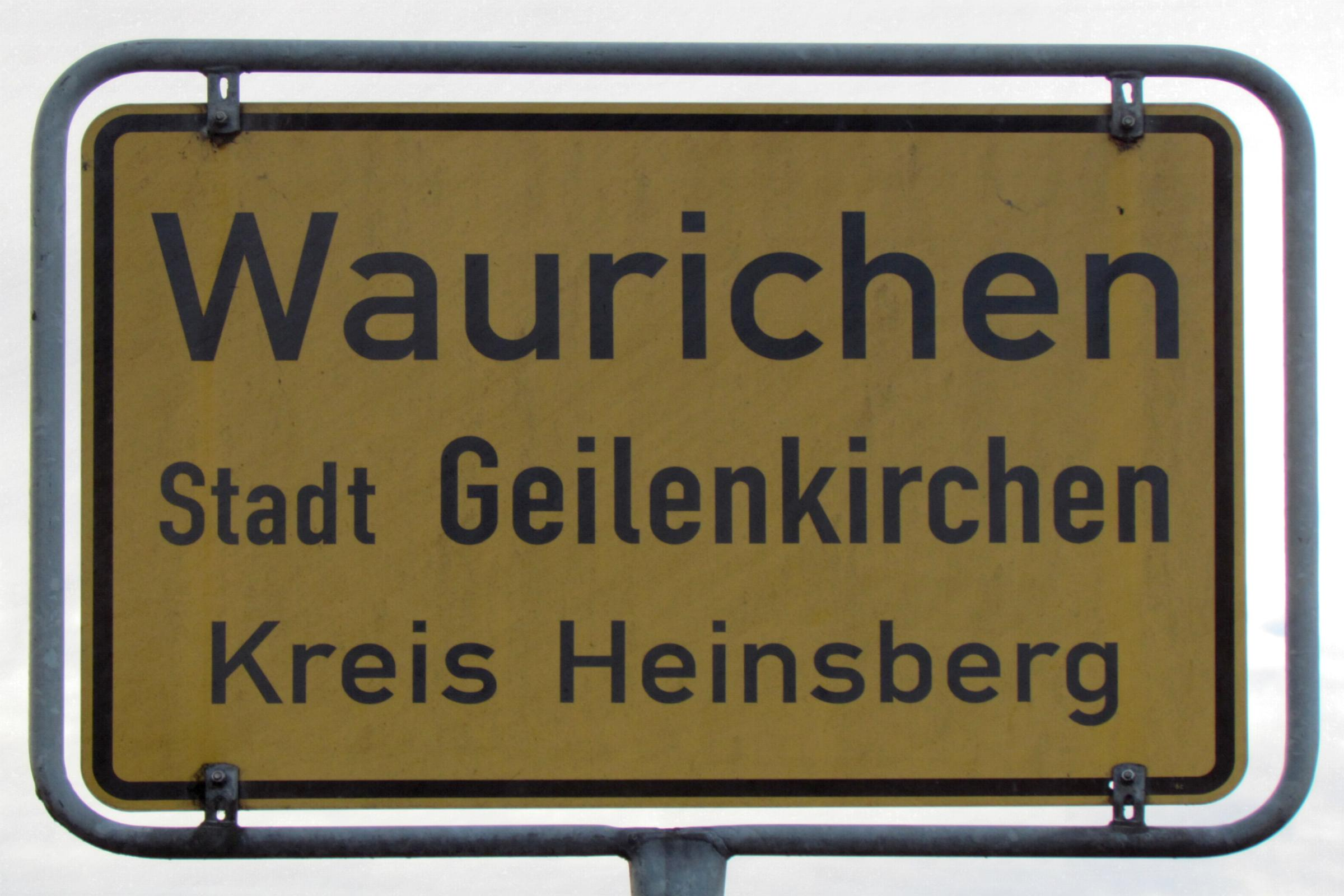
Ortseingangsschild
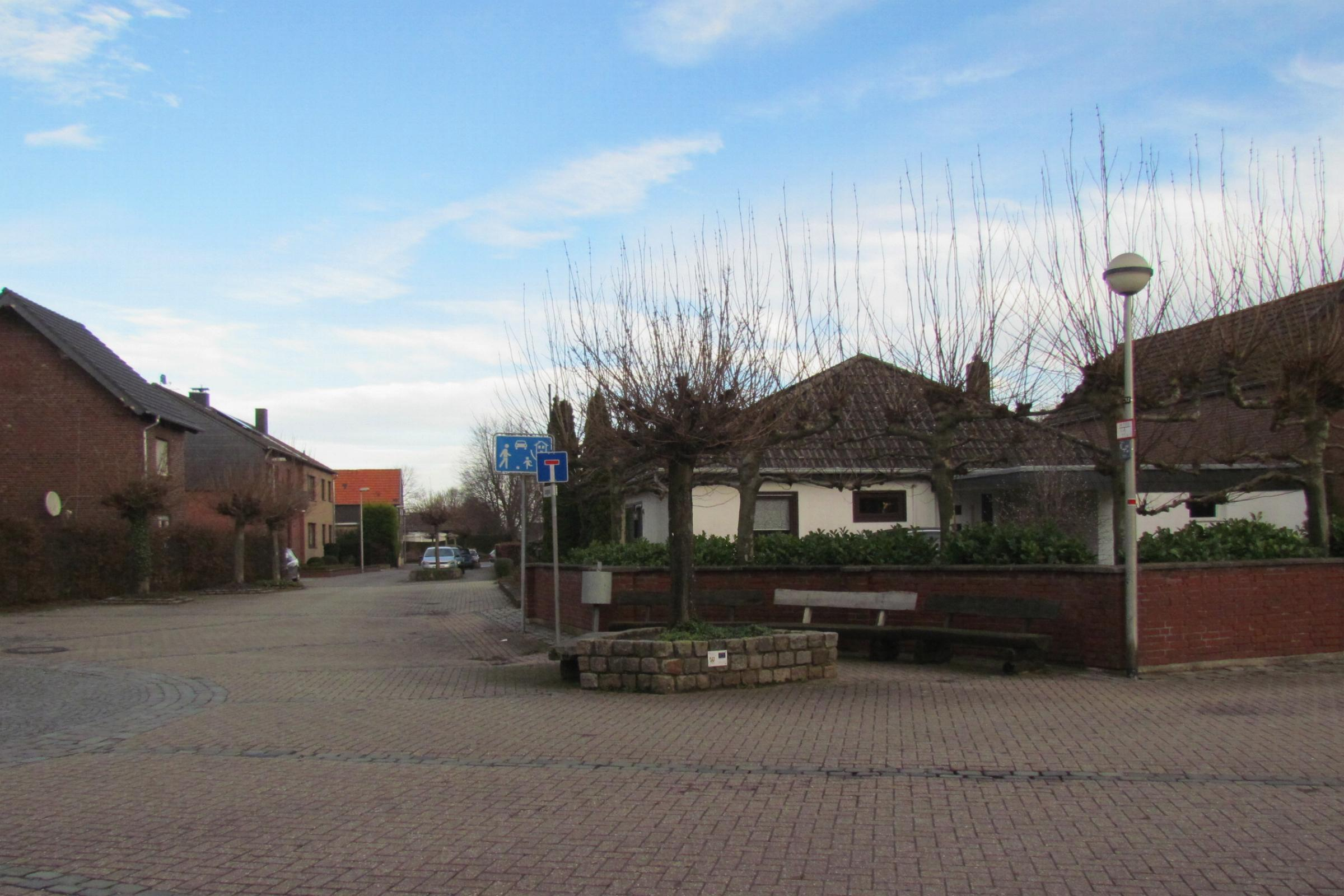
Blick in die Langgasse
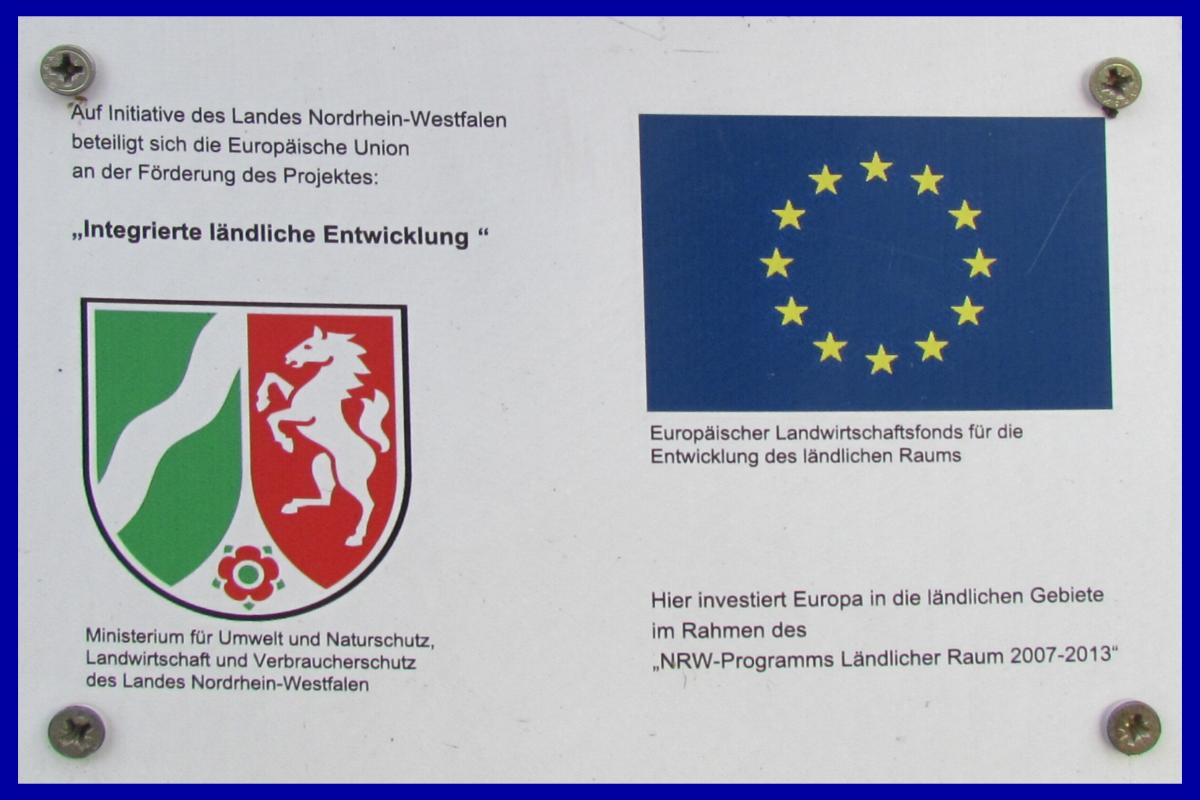
Europäische Förderung Integrierte ländliche Entwicklung
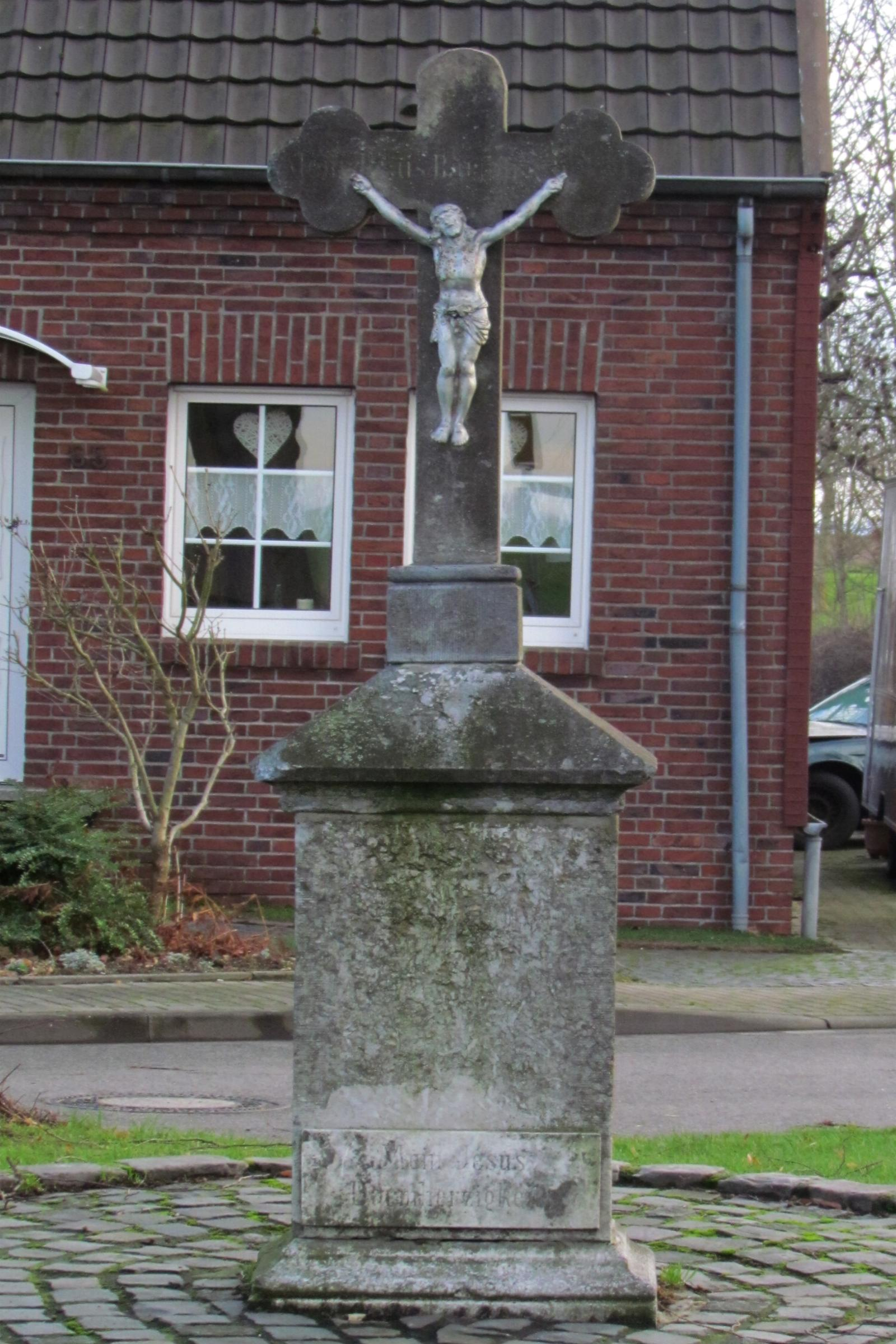
Wegekreuz am Ortseingang
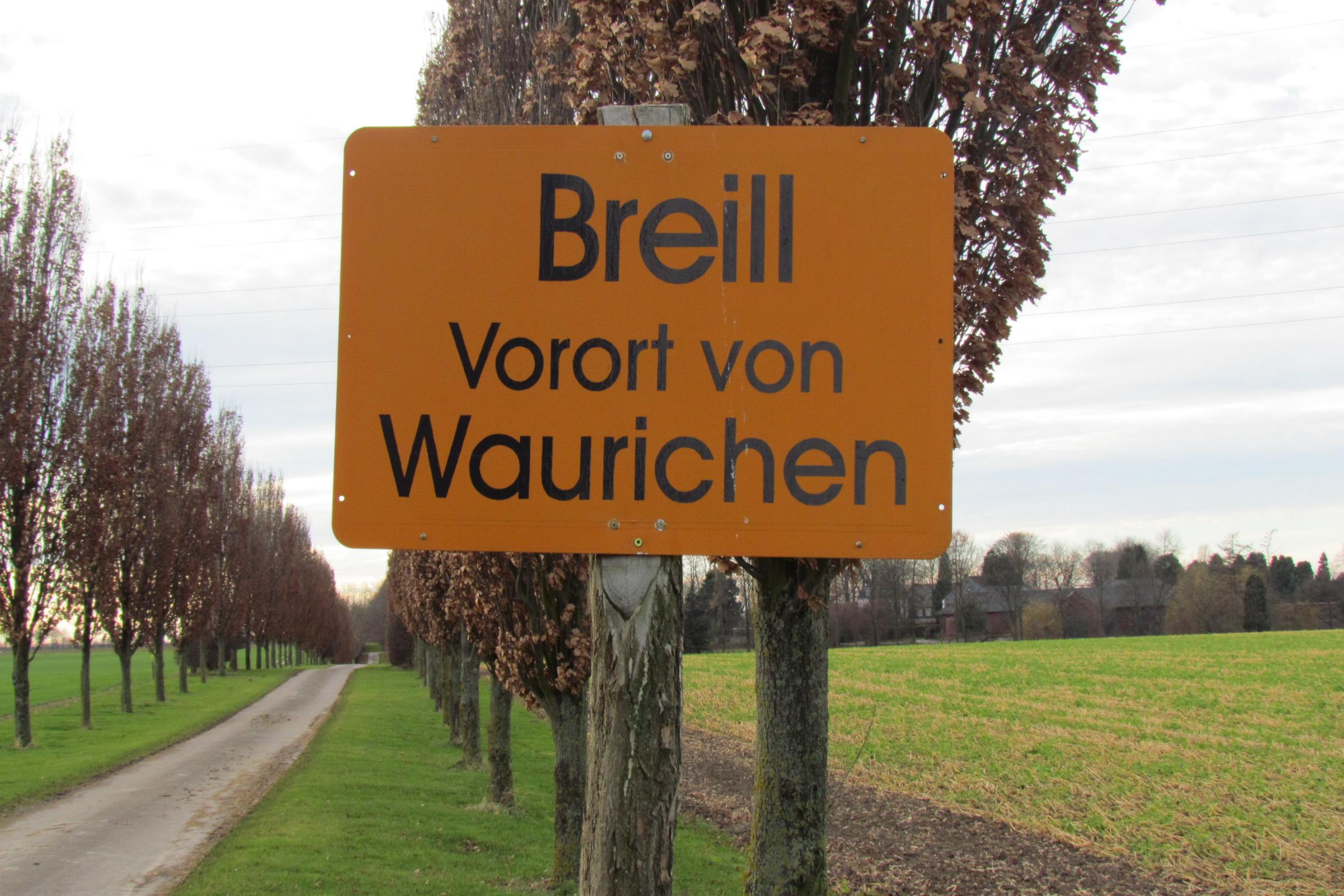
Breill: Vorort von Waurichen